# کنستانتین ششم
کنستانتین ششم (به یونانی: Κωνσταντίνος Ϛ به لاتین: Kōnstantinos VI) (زادهٔ ۷۷۰ — درگذشتهٔ پس از ۱۵ اوت ۷۹۷) امپراتور روم شرقی (بیزانس) از ۷۸۰ تا ۷۹۷ و آخرین فرمانروا از دودمان ایسوریایی بود. او در سن ۹ سالگی بر تخت نشست اما بخاطر سن حساس و بسیار کمی که در این بحران و مشکلات در داخل و خارج کشور داشت، مادر وی ایرنه به عنوان امپراتریس-نایب السلطنه قدرت فرماندهی کامل امپراتوری را بر عهده گرفت و بجای وی حکمرانی می کرد، ایرنه بعدا آرزو کرد که به تنهایی مالک امپراتوری باشد و امپراتوری را خودش برعهده بگیرد، در سال ۷۹۰ که مشکلاتی بین مادر و پسر رخ داد منجر به جنگ داخلی شد، و کنستانتین با حمایت ارتش آسیای صغیر، مادرش را سرنگون کرد و در بین سالهای ۷۹۰ تا ۷۹۲ کنستانتین در نزدیک به یک سال را بدون سایه قدرت مادرش سپری کرد اما بخاطر ناتوانی در اداره امور دوباره مادرش را در قدرت اداره کل امپراتوری همراه خود کرد و او را امپراتریس خواند و با این کار ایرنه با نقشه کشی تمام حامیان او و افراد خیانت کار به خودش را حذف کرد، او در سال ۷۹۷ کنستانتین را دستگیر، سرنگون و کور کرد و کنستانتین بخاطر زخم‌های چشمانش کشته شد، ایرنه بعد خود را تنها حاکم امپراتوری اعلام کرد و تا سال ۸۰۲ حکمرانی کرد.

### امپراتور مشترک همراه پدر و مادرش و دوره نایب السلطنگی ایرنه

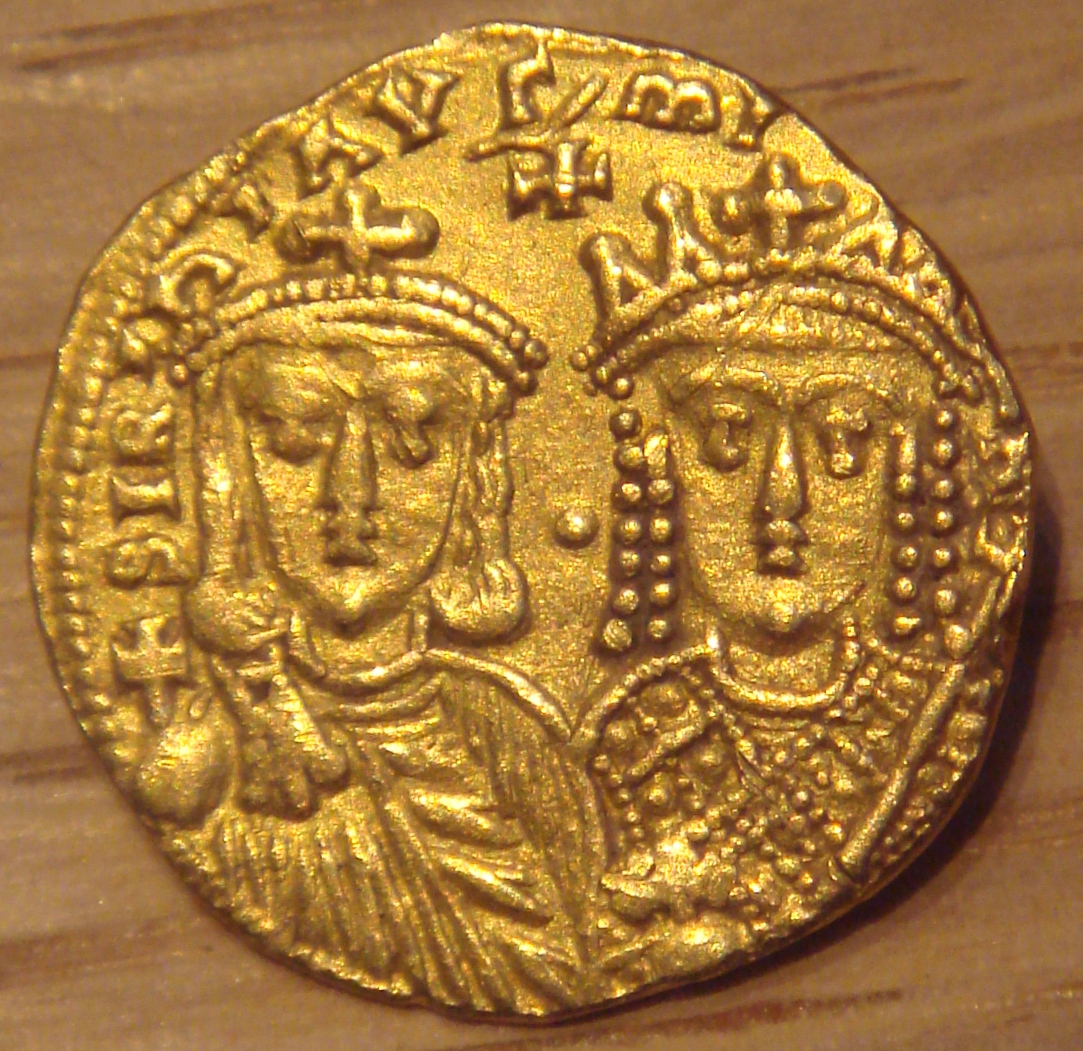
سکه طلای کنستانتین همراه مادرش ایرنه به عنوان فرمانروایان مشترک بیزانس در سالهای بین ۷۸۰ - ۷۹۰

او در سال ۷۷۶ با توطئه های مادرش امپراتریس ایرنه در کنار پدرش به منصب امپراتور مشترک رسید بعد از مرگ پدرش انتظار میرفت که به تنهایی امپراتور باشد اما به دلیل خردسال بودنش حدود ۹ سال مادرش امپراتریس ایرنه به عنوان نایب السلطنه پسرش عمل کرد، در واقع ایرنه تماما خود را به صورت امپراتور مشترک و ارشد در کنار پسرش نشان داد و حتی در بسیاری از موارد دیگر خود را به عنوان تنها امپراتور به نمایش گذاشت و نام و تصویر خودش را بر روی سکه ها در کنار کنستانتین زد و در سکه ای که به افتخار آنان ضرب شده بود ایرنه برجسته تر از کنستانتین به حساب آمد معمولا این وضعیت باید تا زمانی که کنستانتین به سن بلوغ می رسید تمام می شد و ایرنه از قدرت کنار می رفت
ولی ایرنه عادت کرده بود به تنهایی حکومت کند و همچنان با پسرش مثل کودکان رفتار میکرد و تمام مسئولان کشور نیز کنستانتین را نادیده گرفته و امپراتریس ایرنه را به عنوان امپراتور قبول داشتند در سال ۶۹۰ میلادی زمانی که کنستانتین کاملا به سن بلوغ رسید بود با این وضعیت مخالفت کرد و خواستار کنارگیری مادر شد، اما ایرنه با این تصمیم مخالفت نشان داد و علنا اعلام کرد که امپراتور برای اداره کشور بسیار ضعیف و جوان است و نمی تواند از پس امور ایالتی بربیاید کنستانتین ششم که دید مادرش اختیارات دولت را به او پس نمی دهد با برخی از فرماندهان سپاهیبر زده مادرش دسیسه ریخت و کودتایی به پاه کرد تا مادر خود را کنار بزند اما ایرنه از این  قضیه آگاه شد و این دسیسه پسرش و فرماندهان را خنثی کرد و پسرش را دستگیر کرد و به او سیلی زده و او را حبس خانگی کرد.
ایرنه بعد از آن سریعا شورای بزرگی را از تمام حاکمان و قدرتمندان محلی، اشراف، برزگان، اسقف ها، درباریان، و تمام مردم و سپاهیان را در این مجلس فرا خوانده و اعلام کرده که می خواهد امپراتور ارشد به صورت دائم العمر شود و اعلام بیعت کرد در همان زمان تمام افراد حاضر مخصوصا سپاهیان پایتخت اعلام وفاداری خودشان را نسبت به امپراتریس اعلام کردند و گفتند؛ "تا زمانی که شما زنده هستید ما پسر شما را به عنوان امپراتور قبول نداریم" در همان زمان فقط سپاهیان در آسیا صغیر با حکومت یگانه ایرنه مخالفت کرده و شورشی به راه انداختن که در آن کنستانتین را به عنوان تنها حاکم و امپراتور بیزانس معرفی کردند و بعد از آن ایرنه مجبور شد قدرت را به پسرش تحویل دهد و خود بخاطر خیانت بر زده امپراتور از کاخ رانده شد.

### تنها امپراتور در دو سال و بازگذشت ایرنه به عنوان امپراتریس به صحنه قدرت
کنستانتین در این دوره نتوانست زمامدار برجسته و قدرتمندی چون مادرش باشد و بخاطر تصمیمات سریع و ناجور که می گرفت شکست سنگینی از بلغارها و اعراب خورده بود و باعث شورش بسیاری در ایالات امپراتوری شده بود و توان سرکوبی آن ها را نداشت در این زمان او تصمیم گرفت که مادر را بعد از دو سال تبعید به قسطنطنیه باز گرداند و او را به عنوان امپراتریس و شریک حاکم برای خودش بسازد در این زمان ایرنه به عنوان امپراتریس و شریک قدرت امپراتوری پسرش برای بار دوم ساخته شد و قدرت را در دست گرفت اما با ورود ایرنه هیچ چیزی عوض نشد بلکه همه چیز بدتر هم شد زیرا مادر امپراتور که شدیدا از پسرش کینه داشت و میخواست ابرو و قدرت پسرش را نابود کند و دوباره کنترل کشور را به صورت یگانه در دست گیرد دسیسه های خودش را بر زده کنستانتین آغاز کرد کنستانتین به خاطر توطئه‌های مادرش حمایت کلیسا و سپاهیان در آسیا صغیر را از دست داد و بعد از سال ۷۹۵ میلادی زمانی با تحریک مادر خود همسر اول خود را طلاق داد و با خدمتکار مادرش تئودورا ازدواج کرد شدیدا خود را نالایق نشان داد و این عمل او بسیار زشت و ناشایست بنظر رسید ایرنه با بهرگیری از این موضع به سپاهیان و اعضای کلیسا نزدیک شد و با همدستی با درباریان ایرنه در سال ۷۹۶ میلادی قدرت پسرش را در عمل از صحنه سیاست کاملا خارج کرد و کنستانتین مثل گذشته فقط نام امپراتور را بر عهده داشت اما این پایان کار نبود ایرنه با نفرت زیاد از پسرش و جاه طلبی بی اندازه به قدرت بر زده پسرش کودتا کرد و او را از قدرت کنار زد کنستانتین سعی داشت فرار کند و از ایالات کمک بگیرد اما ایرنه او را دستگیر کرد و بعد از آن به دستور ایرنه چشمان کنستانتین را کور کردند و بعد از آن دست و پایش را قطع و او را به صلیب کشیدند کنستانتین زجرها کشید تا مرد او بعد از چند روز از شدت زخم هایش درگذشت و با مرگ او فرمانروایی ایزوریها تمام شد و مادرش ایرنه به تنهایی حکومت کرد.